# たんけんぼくのまち
『たんけんぼくのまち』は、NHK教育テレビジョンで1984年4月9日から1992年3月2日まで放送されていた教育番組（学校放送）。小学校3年生向けの社会科番組。全160回。
本項では、終了後に何らかの形で「復活」した事例についても後述する。

## 概略
俳優の長島雄一扮する若者「チョーさん」が、舞台となった都市の商店で下宿生活を送りながら、さまざまな地域社会の仕組みや特色を学んでいく姿を描く教育番組。
日本一の店長を目指すチョーさんが店の配達員として愛用の実用自転車「チョーさん号」で仕事をこなす傍ら地域社会を見聞し、その結果を「たんけん地図」と呼ぶ手書きの大判イラストにまとめる、という筋書きになっている。もともとは地図は学習色の強い回でのみ作っていたが、数年たってから毎回出すようになった。
毎回、一本を撮影するためには、約4泊5日の地方ロケをしていたという。
1990年4月から2013年3月まで同チャンネルで放送されていた『つくってあそぼ（つくってワクワク）』のワクワクさんである久保田雅人は、この番組のオーディションを受けたが、落選していた。

## 放送時間
| 期間                  | 本放送               | 再放送               |
| --------------------- | -------------------- | -------------------- |
| 1984年4月 - 1985年3月 | 月曜日 10:45 - 11:00 | 火曜日 11:30 - 11:45 |
| 1985年4月 - 1990年3月 | 月曜日 11:30 - 11:45 | 木曜日 9:45 - 10:00  |
| 1990年4月 - 1992年3月 | 月曜日 11:45 - 12:00 | 木曜日 11:15 - 11:30 |

## 登場人物
チョーさん
演 - 長島雄一
「日本一の店長」になる事を目指す青年。地元の高校を首席で卒業したばかりという設定。明るく仕事熱心でおじさんとおばさんからの信頼も厚いが、かなりのうっかり者で、痛い目を見たり怒られたりする事もしばしば。
ひょっとこ面やガラガラで飾り付けた自転車「チョーさん号」で配達員の仕事をこなしつつ、空いた時間にはポシェットに忍ばせたメモ帳や望遠鏡を片手に町を巡り見聞を広めている。
犬が苦手で、吠えられた驚きで配達を忘れてしまうほど。新学期を迎えて視聴者となる児童が増える4月の初回～2回目放送では、視聴者に向かって「チョーさん犬が苦手なんだ」と自己紹介するのが定番となっていた。
後にチョーが犬のキャラクターを演じることになったいないいないばあっ!にも、この設定が取り込まれている。
第6シリーズ終盤、念願叶って店を持つことになり最後の下宿先から独立。番組後期から使い始めたワープロを載せた「チョーさん号」に跨がり、番組を見た各地の小学校から届いた表彰状や大漁旗を手に、大勢の街の人に万歳三唱で見送られて旅立った。その後は24時間営業の「チョーソン」（元ネタはローソン）という店を開業した。
2009年の特番では不況で経営不振になったものの、その後『ワンワンパッコロ!キャラともワールド』（BSプレミアムで放送）に登場した際には宅配サービスに乗り出し、ネット通販サービス「チョーゾン」（元ネタはAmazon）を開始したという。後の放送ではワンワンが「届け先が不在だとまた再配達しないといけないからすぐ辞めた」としながらも、食品を配達する「チョーバーイーツ」（元ネタはUber Eats）を始めたと証言している。同番組では「何故かワンワンがいない時にチョーさんが来る」という、演者が同じことに絡めた設定があった。
チョーが芸名を変えるのに合わせて、クレジットの表記も変わっており、初期には本名、後年の特番では「チョー」名義になっている。
おじさん&おばさん
チョーさんの修行先兼下宿先の商店の経営者夫婦。この「おじさん&おばさん」とチョーさんの下宿先は毎年変わる。
チョーさんの母
演 - 小山明子（ゲスト出演）
チョーさんの祖父
演 - 辻三太郎（ゲスト出演）

## 主題歌
オープニングテーマソング（作詞：山川啓介、作曲：福田和禾子）は当初坂本九が歌っていたが、1985年8月12日の日本航空123便墜落事故で坂本が急逝したため、長島が2代目として歌った。このオープニングテーマソングはCD『懐かしのNHKテレビ主題曲集』に、坂本が歌っていたものと、長島が歌っていたもの（通称：チョーさんバージョン）の両方が収録されている。
また、本来歌詞は1番のみだったが、後に長島が2番、3番の歌詞を書き下ろした。なお、最終回はオープニングでは流さず、前述したエンディングの街の人から万歳三唱で見送られて出発するシーンで流された。エンディングではやまだかつてないWink『さよならだけどさよならじゃない』が流れた。

## 舞台となった都市
- 1984年度 - 1985年度：長野県諏訪市[3][9][4]
- 1986年度 - 1987年度：茨城県那珂湊市（現：ひたちなか市）[10][11][4]
- 1988年度：福島県いわき市小名浜[11][12][13][4][注釈 4]
- 1989年度：静岡県清水市（現：静岡市清水区）[14][15][4]
- 1990年度：長野県岡谷市[4]
- 1991年度：神奈川県三浦市[4]

湖や海辺の水に関する町が主に選ばれている。

## 放送リスト

### 1984年度
| 回 | タイトル                          | 初回放送日     |
| -- | --------------------------------- | -------------- |
| 1  | チョーさん さっそうはつとうじょう | 1984年04月09日 |
| 2  | 作るぞ!チョーさんのひみつ地図     | 1984年04月23日 |
| 3  | すわ湖いっしゅうだいせいこう!     | 1984年05月07日 |
| 4  | 追え!ワカサギ漁 湖の漁業          | 1984年05月21日 |
| 5  | あぜ道歩けば                      | 1984年06月04日 |
| 6  | 高原にのぼれば牧場があった        | 1984年06月18日 |
| 7  | ボーナスもらっていい湯だな        | 1984年07月02日 |
| 8  | せきにんじゅうだい一日店長        | 1984年09月03日 |
| 9  | ていさつ!駅前商店街               | 1984年09月17日 |
| 10 | 671は仕入れの番号                 | 1984年10月01日 |
| 11 | 思えば遠くへ行くもんだ            | 1984年10月15日 |
| 12 | レタスはつづくよどこまでも        | 1984年10月29日 |
| 13 | リンゴは何もいわないけれど        | 1984年11月12日 |
| 14 | 木曽のくらしは木のかおり          | 1984年11月26日 |
| 15 | 君のたよりがジーンときた          | 1984年12月10日 |
| 16 | 学校はなん歳?                     | 1985年01月07日 |
| 17 | 氷はまねくチョーさんの初すべり    | 1985年01月21日 |
| 18 | ここはむかし糸の町だった          | 1985年02月04日 |
| 19 | 2001年すわ湖の旅                  | 1985年02月18日 |
| 20 | 君のたよりがまたジーンときた      | 1985年03月04日 |

### 1985年度
| 回 | タイトル                     | 初回放送日     |
| -- | ---------------------------- | -------------- |
| 21 | チョーさん今年もはりきるぞ   | 1985年04月08日 |
| 22 | チョーさん地図を作れ大作戦!  | 1985年04月22日 |
| 23 | すわ湖をチョイとひとめぐり   | 1985年05月13日 |
| 24 | ワカサギ君んちは川の中?      | 1985年05月27日 |
| 25 | あぜ道ゆけばカエルがわらう   | 1985年06月10日 |
| 26 | はるかなる牛のなき声         | 1985年06月24日 |
| 27 | 工場の音に胸さわぎ           | 1985年07月08日 |
| 28 | チョーさんの夏休みたんけん   | 1985年09月02日 |
| 29 | 売りあげふやせ大作戦         | 1985年09月20日 |
| 30 | あの店 この店 商店街         | 1985年10月07日 |
| 31 | 月ようびに市場へでかけ       | 1985年10月21日 |
| 32 | はるばるきたぜ港まち         | 1985年11月08日 |
| 33 | みかん山をていさつせよ       | 1985年11月22日 |
| 34 | 山には山のよろこびが         | 1985年12月02日 |
| 35 | 君のたよりがジーンときた     | 1985年12月16日 |
| 36 | 店のむかしみーつけた!        | 1986年01月13日 |
| 37 | 物は世につれ世は物につれ     | 1986年01月27日 |
| 38 | ここはいつの細道じゃ         | 1986年02月10日 |
| 39 | 明日 湖はんをさまよえば      | 1986年02月24日 |
| 40 | 君のたよりがまたジーンときた | 1986年03月10日 |

### 1986年度
| 回 | タイトル                     | 初回放送日     |
| -- | ---------------------------- | -------------- |
| 41 | チョーさんが町にやってきた   | 1986年04月07日 |
| 42 | 何はなくともチョーさん地図   | 1986年04月21日 |
| 43 | あっちだこっちだ町めぐり     | 1986年05月12日 |
| 44 | 港 水あげ 那珂湊             | 1986年05月26日 |
| 45 | 沖のカモメに大漁きけば       | 1986年06月09日 |
| 46 | 工場団地に集合せよ           | 1986年06月23日 |
| 47 | この広い田畑いっぱい         | 1986年07月07日 |
| 48 | 夏が去れば思い出す           | 1986年09月01日 |
| 49 | お店近いか 買いよいか        | 1986年09月19日 |
| 50 | 売り買い見たかい 商店街      | 1986年09月29日 |
| 51 | はやばや市場へ来てみれば     | 1986年10月13日 |
| 52 | どこまで行くの 旅あきない    | 1986年10月27日 |
| 53 | 知らない里をあるいてみたい   | 1986年11月10日 |
| 54 | 思えば広し工場の町           | 1986年11月28日 |
| 55 | 君のたよりがジーンときた     | 1986年12月08日 |
| 56 | はずかしながらこの半年       | 1987年01月12日 |
| 57 | 思えばいつの細道じぁ         | 1987年01月26日 |
| 58 | みなとの昔たずねてみれば     | 1987年02月09日 |
| 59 | チョーさん未来へひとっとび   | 1987年02月23日 |
| 60 | 君のたよりがまたジーンときた | 1987年03月09日 |

### 1987年度
| 回 | タイトル                                      | 初回放送日     |
| -- | --------------------------------------------- | -------------- |
| 61 | さっそうとうじょう われらがチョーさん         | 1987年04月06日 |
| 62 | たのしさいっぱいチョーさん地図                | 1987年04月20日 |
| 63 | 那珂湊 東へ西へチョーさん号                   | 1987年05月08日 |
| 64 | 潮のかおりはみなとのくらし                    | 1987年05月25日 |
| 65 | けさは大漁 市場へ集合                         | 1987年06月08日 |
| 66 | タコ、エビ、イカだ 海辺の工場                 | 1987年06月22日 |
| 67 | あぜ道ゆけばスズメがうたう                    | 1987年07月06日 |
| 68 | チョーさんの夏休みたんけん                    | 1987年08月31日 |
| 69 | 売上げふやせ!一日店長                         | 1987年09月14日 |
| 70 | あの店 この店 大売り出し                      | 1987年09月28日 |
| 71 | 仕入れはおまかせ 市場へ集合                   | 1987年10月12日 |
| 72 | 工場はつづくよどこまでも                      | 1987年10月26日 |
| 73 | 実りいっぱい山里の秋                          | 1987年11月09日 |
| 74 | ぐるっと湖ひとめぐり 湖のある町               | 1987年11月27日 |
| 75 | 君のたよりがジーンときた                      | 1987年12月07日 |
| 76 | うれしはずかしこの半年 町に伝わる昔           | 1988年01月11日 |
| 77 | ぐるっとまわりを見わたせば 身のまわりのあゆみ | 1988年01月25日 |
| 78 | むかしむかし、みなとには 町のうつりかわり     | 1988年02月08日 |
| 79 | チョーさんの夢はかぎりなく これからの町づくり | 1988年02月22日 |
| 80 | 君のたよりにまたジーンときた                  | 1988年03月07日 |

### 1988年度
| 回  | タイトル                                  | 初回放送日     |
| --- | ----------------------------------------- | -------------- |
| 81  | チョーさん小名浜へ                        | 1988年04月04日 |
| 82  | 配達先をまわってみれば                    | 1988年04月18日 |
| 83  | きょうも快チョー・チョーさん号            | 1988年05月02日 |
| 84  | 朝だ!セリだ!魚市場 漁港のようす           | 1988年05月16日 |
| 85  | 土のかおりだドッコイショ 田畑のあるところ | 1988年05月30日 |
| 86  | 工場は広いな，大きいな                    | 1988年06月13日 |
| 87  | 浜のくらしは、大にぎわい                  | 1988年06月27日 |
| 88  | 夏だ!祭りだ!大冒険                        | 1988年08月29日 |
| 89  | はやくなりたい店長さん                    | 1988年09月12日 |
| 90  | 買った、安いよ、大売り出し                | 1988年09月26日 |
| 91  | 今日は仕入れだ、市場へ行こう              | 1988年10月14日 |
| 92  | 歩けば楽し 実りの秋                       | 1988年10月24日 |
| 93  | 山のくらしはほのぼのと                    | 1988年11月07日 |
| 94  | どこまで続く湖めぐり                      | 1988年11月21日 |
| 95  | 君のたよりがジーンときた                  | 1988年12月05日 |
| 96  | どーんとむかしがみえてくる                | 1989年01月09日 |
| 97  | 旅はみちづれ、道は世につれ                | 1989年01月23日 |
| 98  | むかしむかしみなとには                    | 1989年02月06日 |
| 99  | チョーさん未来へひとっとび                | 1989年02月20日 |
| 100 | 君のたよりにまたジーンときた              | 1989年03月06日 |

### 1989年度
| 回  | タイトル                     | 初回放送日     |
| --- | ---------------------------- | -------------- |
| 101 | 春だ!清水だ!チョーさんだ!    | 1989年04月03日 |
| 102 | さっそう登場チョーさん号     | 1989年04月17日 |
| 103 | 配達先をまわってみれば       | 1989年05月01日 |
| 104 | いちごの香りは潮風にのって   | 1989年05月22日 |
| 105 | 工場は広いな 大きいな        | 1989年06月05日 |
| 106 | 清水の港に汽笛がひびく       | 1989年06月19日 |
| 107 | ぶらりと釣りにでてみれば     | 1989年07月03日 |
| 108 | 夏だ!祭りだ!大冒険           | 1989年08月28日 |
| 109 | やるぞ!チョーさん一日店長!   | 1989年09月11日 |
| 110 | あの店 この店 どんな店       | 1989年09月25日 |
| 111 | 朝だ、仕入れだ、市場へ行こう | 1989年10月09日 |
| 112 | 山はほのぼの 汽車ぽっぽ      | 1989年10月23日 |
| 113 | てくてく 湖ひとめぐり        | 1989年11月06日 |
| 114 | 伊豆はいずこか 岬めぐり      | 1989年11月20日 |
| 115 | 君のたよりが ジーンときた    | 1989年12月04日 |
| 116 | どーんとむかしがみえてくる   | 1990年01月08日 |
| 117 | この道はどこへ行く道 古い道  | 1990年01月22日 |
| 118 | みなとの昔たずねてみれば     | 1990年02月05日 |
| 119 | チョーさん未来へひとっとび   | 1990年02月19日 |
| 120 | 君のたよりにまたジーンときた | 1990年03月05日 |

### 1990年度
| 回  | タイトル                            | 初回放送日     |
| --- | ----------------------------------- | -------------- |
| 121 | こんにちはチョーさん こんにちは岡谷 | 1990年04月05日 |
| 122 | ご近所発見 チョーサン地図           | 1990年04月16日 |
| 123 | あっちだこっちだ チョーさん号       | 1990年05月07日 |
| 124 | お花畑 ポッカポカ                   | 1990年05月21日 |
| 125 | 牛乳いっぱい 幸せいっぱい           | 1990年06月04日 |
| 126 | ぶらりとつりに出てみれば            | 1990年06月18日 |
| 127 | 品物どんどんできてくる              | 1990年07月02日 |
| 128 | 夏だ!ハッスル!大冒険                | 1990年08月27日 |
| 129 | “チョーさん店長”がんばるぞ          | 1990年09月10日 |
| 130 | 商店街の“ひみつ”をさぐれ            | 1990年09月27日 |
| 131 | 今日は はやおき 市場へ行こう        | 1990年10月08日 |
| 132 | 行くぞ!チョーさん!みどりの高原      | 1990年10月22日 |
| 133 | 山がよぶ 雲がよぶ チョーをよぶ      | 1990年11月05日 |
| 134 | くらしほのぼの山の里                | 1990年11月19日 |
| 135 | 君のたよりがジーンときた            | 1990年12月03日 |
| 136 | お店のむかしをしらべてみれば        | 1991年01月07日 |
| 137 | 時をかけるチョーさん                | 1991年01月21日 |
| 138 | 道は世につれ人につれ                | 1991年02月04日 |
| 139 | こんな町いいな できたらいいな       | 1991年02月18日 |
| 140 | きみのたよりにまたジーンときた      | 1991年03月04日 |

### 1991年度
| 回  | タイトル                   | 初回放送日     |
| --- | -------------------------- | -------------- |
| 141 | チョーさん作戦だい1号      | 1991年04月08日 |
| 142 | ご近所たんけん指令         | 1991年04月22日 |
| 143 | チョーさん号出動せよ!      | 1991年05月13日 |
| 144 | 海のおくりもの             | 1991年05月27日 |
| 145 | マグロ しお風 チョーを呼ぶ | 1991年06月10日 |
| 146 | スイカ ごろごろ 青い空     | 1991年06月24日 |
| 147 | 楽しいところ               | 1991年07月08日 |
| 148 | ふしぎの森のチョーさん     | 1991年08月26日 |
| 149 | おじさんの店 SOS           | 1991年09月09日 |
| 150 | 商店街へのちょうせん       | 1991年09月26日 |
| 151 | なぞの魚市場               | 1991年10月07日 |
| 152 | 幻の魚をさがせ             | 1991年10月21日 |
| 153 | あの山へとべ!              | 1991年11月07日 |
| 154 | 工場へ ゴー!ゴー!ゴー!     | 1991年11月18日 |
| 155 | きみのたよりがジーンときた | 1991年12月02日 |
| 156 | あなたはだあれ?            | 1992年01月06日 |
| 157 | チャッキラコのひみつ       | 1992年01月20日 |
| 158 | まぼろしの山               | 1992年02月03日 |
| 159 | あしたをさがせ!            | 1992年02月17日 |
| 160 | さらばチョーさん           | 1992年03月02日 |

### 2009年度
| 回  | タイトル               | 初回放送日     |
| --- | ---------------------- | -------------- |
| 161 | かえってきたチョーさん | 2009年05月05日 |
| 162 | あの愛をもう一度       | 2009年12月31日 |

## 特別番組

### 1985年
1985年7月29日・30日・31日・8月27日に『チョーさんのリクエストたんけん』として、諏訪以外の場所（上野駅・羽田空港・横浜駅）を訪問した。
| 回 | タイトル                   | 初回放送日     |
| -- | -------------------------- | -------------- |
| 1  | 上野駅は下の駅?            | 1985年07月29日 |
| 2  | ハネダ、つばさだ、飛行機だ | 1985年07月30日 |
| 3  | ヨコハマ横からななめから   | 1985年07月31日 |
| 4  | さがせ!南の島の宝物        | 1985年08月27日 |

### 2009年
教育テレビ50周年特番『ETV50 もう一度見たい教育テレビ こどもスペシャル』（2009年5月5日 20時 - 20時45分、再放送：同年12月31日 14時12分 - 14時30分）に第2回（1984年4月23日放送。番組開始前に冒頭で視聴者が提供したテープの映像だということをチョーさんが説明）の再放送に引き続き、新作の『今よみがえる! たんけんぼくのまち2009』が番組初のハイビジョン制作として放送された。舞台は第1シリーズと同じ長野県諏訪市。前述した、チョーさん自身の店（「チョーソン」）が近年の不況で経営不振になり、原点に戻って自分自身を見つめ直すという設定で制作された。
教育テレビ50年のすべての子ども番組でもう一度見たいキャラクターを視聴者から募集したところ、全投票の15%がチョーさんだったという。なお、2009年10月21日にコロムビアミュージックエンタテインメントよりDVDが発売。過去の4作品と特典映像として2009年版が収録されている。
2009年12月31日放送の『ETV50 もう一度見たい教育テレビ フィナーレ もう一度見たい教育テレビ』でリクエストのベスト50で1位を獲得した。番組ではチョーさんは「何もない」と書かれたTシャツを着て登場したが、1位になったことで、番組司会者の城島茂（TOKIO）が「1等町（チョー）!」（「チョー」と書いてもらいたかったが城島が「町」と書いてしまったので、ふりがなを振った）と書き込み、サインをした。さらに、その後の放送『たんけんぼくのまち あの愛をもう一度』では第6シリーズの舞台となった神奈川県三浦市を18年ぶりに探検した。チョーさんが拠点としていたお店は子供に引き継がれていたが、おじさん・おばさんとも元気で、2階のチョーさんの部屋には黄ばんだ探検地図が保存されており、チョーさんが感動して新たな探検地図を作成した。

### 2022年
2022年5月5日、「Eテレ こどもの日まつり」と題し様々な子供向け特番を編成・放送した一環として16時15分 - 16時30分に、2009年の特番と同様に第2回を放送。この番組内ではEテレ調べによる「思い出に残る学校放送番組」で、当番組が第5位に選ばれた事が発表されている（総合ランキング。各世代ごとに調査してまとめたもので、世代別ではランキングしていない場合もある）。
2022年8月には『チョーさんと見よう!たんけんぼくのまち』として、第7回（1984年7月2日放送）を1日に、第61回（1987年4月6日放送）を2日に、第160回（最終回。1992年3月2日放送）を3日に放送した。放送時間はいずれも9時45分 - 10時。
いずれの放送も、番組の最初と最後には新撮で2022年のチョーさんが登場し、「（当時に見ていた）みんな」へのメッセージを贈った。また副音声では新録で「当時のウラ話」がオーディオコメンタリー形式で同時放送された。

## 作品の保存状態
当初は放送回がNHKアーカイブスにはなく、特に1年目の放送分は2インチVTR制作で状態の良いテープが残されていないとされていたが、のちに2年目以降のマスターテープ（1インチVTR）がNHKに現存していることが確認された。その後、1年目を含め160話全てを所有していた一般視聴者（所有していなかった分については当時のスタッフが所有していたものが提供された）からの提供により全話揃った。

## DVD
2009年10月21日に、諏訪編を収録したDVDがコロムビアミュージックエンタテインメントから発売された。
さらに2010年12月22日には、茨城編を収録したDVDが日本コロムビアより発売された。